# Scottish Premier League 2007/08
Die Scottish Premier League wurde 2007/08 zum zehnten Mal ausgetragen. Es war zudem die 111. Austragung der höchsten Fußball-Spielklasse innerhalb der Scottish Football League, in welcher der Schottische Meister ermittelt wurde. In der Saison 2007/08 traten 12 Vereine in insgesamt 38 Spieltagen gegeneinander an. Jedes Team spielte jeweils dreimal gegen jedes andere Team, also insgesamt 33 Spiele. Danach wurde die Liga auf zwei Hälften geteilt, in denen die Mannschaften noch einmal gegeneinander spielen. Bei Punktgleichheit zählte die Tordifferenz.
Celtic Glasgow gewann zum insgesamt 42. Mal in der Vereinsgeschichte die schottische Meisterschaft. Die Bhoys qualifizierten sich als Meister für die Champions League Saison-2008/09. Vizemeister Glasgow Rangers spielte auch in der Champions League wegen der verbesserten Position von Schottland in der UEFA-Fünfjahreswertung. Der unterlegene Pokalfinalist Queen of the South sowie der Drittplatzierte FC Motherwell qualifizierten sich für den UEFA-Pokal. Der FC Gretna stieg am Saisonende in die First Division ab. Im Juni meldete der Klub Insolvenz an, was ihren Ausstieg aus der Scottish Football League bedeutete. Mit 25 Treffern wurde Scott McDonald von Celtic Glasgow Torschützenkönig.

## 1. Runde

### Tabelle
| Pl. | Verein                       | Sp. | S  | U | N  | Tore    | Diff. | Punkte |
| --- | ---------------------------- | --- | -- | - | -- | ------- | ----- | ------ |
| 1.  | Glasgow Rangers              | 33  | 25 | 4 | 4  | 078:270 | +51   | 79     |
| 2.  | Celtic Glasgow (M, P)        | 33  | 23 | 5 | 5  | 075:230 | +52   | 74     |
| 3.  | FC Motherwell                | 33  | 16 | 5 | 12 | 043:400 | +3    | 53     |
| 4.  | Dundee United                | 33  | 14 | 8 | 11 | 048:380 | +10   | 50     |
| 5.  | Hibernian Edinburgh (L)      | 33  | 14 | 8 | 11 | 047:380 | +9    | 50     |
| 6.  | FC Aberdeen                  | 33  | 12 | 8 | 13 | 043:530 | −10   | 44     |
| 7.  | FC Falkirk                   | 33  | 11 | 9 | 13 | 040:440 | −4    | 42     |
| 8.  | Heart of Midlothian          | 33  | 11 | 9 | 13 | 042:480 | −6    | 42     |
| 9.  | Inverness Caledonian Thistle | 33  | 11 | 3 | 19 | 041:580 | −17   | 36     |
| 10. | FC Kilmarnock                | 33  | 8  | 9 | 16 | 034:460 | −12   | 33     |
| 11. | FC St. Mirren                | 33  | 8  | 9 | 16 | 022:510 | −29   | 33     |
| 12. | FC Gretna (N) 1              | 33  | 4  | 5 | 24 | 029:760 | −47   | 07     |

Platzierungskriterien: 1. Punkte – 2. Tordifferenz – 3. geschossene Tore

| Saison 2007/08 |

| Zum Saisonende 2006/07 |                                   |
| (M)                    | Meister des Vorjahres             |
| (P)                    | Pokalsieger des Vorjahres         |
| (L)                    | Ligapokalsieger des Vorjahres     |
| (N)                    | Aufsteiger aus der First Division |

## 2. Runde

### Meisterschafts-Play-offs
| Pl. | Verein                  | Sp. | S  | U  | N  | Tore    | Diff. | Punkte |
| --- | ----------------------- | --- | -- | -- | -- | ------- | ----- | ------ |
| 1.  | Celtic Glasgow (M, P)   | 38  | 28 | 5  | 5  | 084:260 | +58   | 89     |
| 2.  | Glasgow Rangers         | 38  | 27 | 5  | 6  | 084:330 | +51   | 86     |
| 3.  | FC Motherwell           | 38  | 18 | 6  | 14 | 050:460 | +4    | 60     |
| 4.  | FC Aberdeen             | 38  | 15 | 8  | 15 | 050:580 | −8    | 53     |
| 5.  | Dundee United           | 38  | 14 | 10 | 14 | 053:470 | +6    | 52     |
| 6.  | Hibernian Edinburgh (L) | 38  | 14 | 10 | 14 | 049:450 | +4    | 52     |

| Saison 2007/08 |

| Zum Saisonende 2006/07 |                               |
| (M)                    | Meister des Vorjahres         |
| (P)                    | Pokalsieger des Vorjahres     |
| (L)                    | Ligapokalsieger des Vorjahres |

### Abstiegs-Play-offs
| Pl. | Verein                       | Sp. | S  | U  | N  | Tore    | Diff. | Punkte |
| --- | ---------------------------- | --- | -- | -- | -- | ------- | ----- | ------ |
| 7.  | FC Falkirk                   | 38  | 13 | 10 | 15 | 045:490 | −4    | 49     |
| 8.  | Heart of Midlothian          | 38  | 13 | 9  | 16 | 047:550 | −8    | 48     |
| 9.  | Inverness Caledonian Thistle | 38  | 13 | 4  | 21 | 051:620 | −11   | 43     |
| 10. | FC St. Mirren                | 38  | 10 | 11 | 17 | 026:540 | −28   | 41     |
| 11. | FC Kilmarnock                | 38  | 10 | 10 | 18 | 039:520 | −13   | 40     |
| 12. | FC Gretna (N) 1              | 38  | 5  | 8  | 25 | 032:830 | −51   | 13     |

| Saison 2007/08 |

| Zum Saisonende 2006/07 |                                   |
| (N)                    | Aufsteiger aus der First Division |

## Die Meistermannschaft von Celtic Glasgow
| 1. | Celtic Glasgow |
|    | - Tor: Artur Boruc (30/-); Mark Brown (8/-) - Abwehr: Stephen McManus (37/4); Gary Caldwell (35/1); Lee Naylor (33/1); Andreas Hinkel (16/1); Mark Wilson (11/-); John Kennedy (7/-); Darren O’Dea (6/-); Steven Pressley (5/-); Dianbobo Baldé (4/-); Paul Caddis (2/-); Jean-Joël Perrier-Doumbé (2/-) - Mittelfeld: Aiden McGeady (36/7); Scott Brown (34/3); Paul Hartley (27/-); Shunsuke Nakamura (26/6); Massimo Donati (25/3); Barry Robson (15/2); Jiří Jarošík (8/1); Ryan Conroy (2/-); Paul McGowan (1/-); Jim O’Brien (1/-) - Angriff: Scott McDonald (36/25); Jan Vennegoor (34/15); Chris Killen (20/1); Georgios Samaras (16/5); Derek Riordan (8/1); Maciej Żurawski (5/-); Kenny Miller (2/3); Ben Hutchinson (2/-); Cillian Sheridan (1/-) - Trainer: Gordon Strachan |

## Torschützenliste
| Platz | Spieler                    | Nationalität | Club                         | Tore |
| ----- | -------------------------- | ------------ | ---------------------------- | ---- |
| 1.    | Scott McDonald             | Australien   | Celtic Glasgow               | 25   |
| 2.    | Jan Vennegoor of Hesselink | Niederlande  | Celtic Glasgow               | 15   |
| 3.    | Kris Boyd                  | Schottland   | Glasgow Rangers              | 14   |
|       | Chris Porter               | England      | FC Motherwell                | 14   |
| 5.    | Steven Fletcher            | Schottland   | Hibernian Edinburgh          | 13   |
|       | Noel Hunt                  | Irland       | Dundee United                | 13   |
|       | Barry Robson               | Schottland   | Dundee United/Celtic Glasgow | 13   |

## Stadien
| Team                         | Stadion            | Plätze |
| ---------------------------- | ------------------ | ------ |
| Celtic Glasgow               | Celtic Park        | 60 832 |
| Glasgow Rangers              | Ibrox Stadium      | 51 082 |
| FC Aberdeen                  | Pittodrie Stadium  | 22 199 |
| FC Kilmarnock                | Rugby Park         | 18 128 |
| FC Hibernian                 | Easter Road        | 17 500 |
| Heart of Midlothian          | Tynecastle Stadium | 17 420 |
| Dundee United                | Tannadice Park     | 14 209 |
| FC Motherwell                | Fir Park           | 13 742 |
| FC St. Mirren                | Love Street        | 10 800 |
| Inverness Caledonian Thistle | Caledonian Stadium | 7 500  |
| FC Falkirk                   | Falkirk Stadium    | 6 935  |
| Gretna                       | Fir Park           | 13 742 |

## Auszeichnungen während der Saison
| Monat          | Trainer des Monats                            | Spieler des Monats                            |
| -------------- | --------------------------------------------- | --------------------------------------------- |
| August 2007    | Walter Smith (Glasgow Rangers)                | Carlos Cuéllar (Glasgow Rangers)              |
| September 2007 | John Collins (Hibernian Edinburgh)            | Scott McDonald (Celtic Glasgow)               |
| Oktober 2007   | Craig Levein (Dundee United)                  | Lee Wilkie (Dundee United)                    |
| November 2007  | Mark McGhee (FC Motherwell)                   | Aiden McGeady (Celtic Glasgow)                |
| Dezember 2007  | Craig Brewster (Inverness Caledonian Thistle) | Marius Niculae (Inverness Caledonian Thistle) |
| Januar 2008    | Walter Smith (Glasgow Rangers)                | Barry Robson (Dundee United)                  |
| Februar 2008   | Mixu Paatelainen (Hibernian Edinburgh)        | Aiden McGeady (Celtic Glasgow)                |
| März 2008      | Walter Smith (Glasgow Rangers)                | Darren Barr (FC Falkirk)                      |
| April 2008     | Gordon Strachan (Celtic Glasgow)              | Barry Robson (Dundee United)                  |